# Chung Jae-won
Chung Jae-won (n. 21 iunie 2001, Seul, Coreea de Sud) este un patinator de viteză ce a reprezentat Coreea de Sud, medaliat olimpic. A participat la 2 ediții ale Jocurilor Olimpice (2018, 2022) în care a câștigat o medalie de argint.